# Færøsk fiskeri
Færøsk fiskeri  fik først betydning for det færøske samfund fra midten af 1800-tallet. Før den tid var 68 % af befolkningen beskæftiget med landbrug. Fiskeri var fortrinsvis til eget behov og de fleste færøske huse havde en eller flere færøbåde, og fiskeriet var et nødvendigt supplement til afgrøder, jorden kunne give. Desuden var grindefangst og jagt på sæler og fugle et vigtigt bidrag til fødeindtagelsen.
I dag er Færøerne en moderne fiskerination, med en stor flåde af trawlere, vodskibe, mindre langlinefiskebåde, fiskefabrikker og havbrug med laks.
I november 2014 var 1.519 personer beskæftigede i fiskerierhvervet på Færøerne, hvilket svarer til 6,3 % af arbejdsstyrken, mens yderligere 1374 personer, som svarede til 5,7 % af arbejdsstyrken, arbejdede i fiskeforarbejdningsprocesserne. Dertil kommer beskæftigede i følgevirksomheder som transportfirmaer, skibsværfter, fremstilling af fiskeredskaber med mere.
Fiskeriflåden omfatter ca. 250 fiskefartøjer, der i 2013 fangede i alt 487.200 ton fisk (levende vægt). Til sammenligning kan nævnes, at der i 1990, som var et af kriseårene, blev fisket 269.800 ton fisk. I 2014 blev der fisket 68.000 ton fersk fisk, som blev solgt for 668,8 millioner danske kroner. Samme år blev der indenfor havbrug taget 70.893 ton opdrættet laks.
Fisk udgør ca. 92-95 % af Færøernes eksport, hvor ca. halvdelen kommer fra fiskerierhvervet og halvdelen fra lakseopdræterhvervet. I 2013 udgjorde opdrættet laks 43 % af Færøernes fiskeeksport, når man ser på eksport efter værdi. I 2013 udgjorde bundfisk som f.eks. torsk 13 % af eksportværdien af fisk, mens pelagisk fisk som f.eks. makrel og sild udgjorde 23 % af eksportværdien i 2013.
Øernes afhængighed af fiskeriet er ikke uproblematisk, fordi økonomien er sårbar over for svingninger i fangster og priser på fiskeprodukter. Derfor kan problemer som overfiskning og lave fiskepriser have negativ påvirkning på samfundets udvikling.

## Færøsk fiskeris historie

### Indtil midten af 1800-tallet
- 1400 Engelske skibe begynder at drive fiskeri ved Færøerne og supplerer fiskeriet med sørøveri og strandhugst.[3]
- 1528 England indgår en fiskeriaftale med Danmark om, at der årligt kan sendes 150 fiskefartøjer til islandske farvande. Mange af disse skibes besætninger gør sig skyldige i sørøveri og strandhugst, når de anløber Færøerne på rejsen til Island.[4]
- Ca. 1595 Mellem 200 og 300 mænd på 50 færøske fiskebåde omkommer i april under en nordøsten storm.[5]
- 1602 Lagtinget klager til Christian IV over de nærgående engelske fiskere, som fisker ganske tæt under land og forhindrer færingerne i at fiske på de gode fangstpladser. De færøske robåde er kun egnet til kystfiskeri. Englænderne bortfører også færøske fiskere og sætter dem bagefter i land tilfældige steder på Færøerne uden hyre. De fisker endvidere sild med drivgarn med et stort udbytte. Da færingerne ikke har kendskab til drivgarnsfiskeri, fanger de ingen sild. To danske krigsskibe sendes til Færøerne for at opbringe de fremmede fiskeskibe.
- 1623 Engelske fiskeskibe bruger i stigende omfang Funningsfjørður som ankerplads. Et af skibene bringer en smitsom sygdom i land, og en epidemi breder sig på Færøerne.
- 1624 Af ukendte årsager forsvinder næsten al fisk i en årrække pludselig fra de færøske farvande, og befolkningen klager over, at de skotske fiskere fanger en stor del af de få fisk, der er tilbage.
- 1680 Statholderen Friedrich von Gabel klager over, at færingerne kun fisker til eget brug og ikke længere vil drive fiskeri, eftersom det bedre kan betale sig for færingerne at forarbejde uld.[6]
- 1688 Friedrich von Gabel giver ordre til at vagtskibet "Justita" skal opbringe alle fremmede skibe fiskefartøjer, der træffes nærmere end 4 sømil fra de færøske kyster.
- 1691 Danmark giver tilladelse til, at man skal have lov til at forsvare sig med med fjeldstave, hvalspyd og økser mod fremmede fiskere og sørøveres overgreb.
- 1718 Fiskeriet slår fejl, men der opstår ikke hungersnød, da der det år fanges ca. 700 grindehvaler.
- 1755 Suðuroy fritages for fiskeritiende, da det er umuligt at transportere fisken i ordentlig stand den lange vej til Tórshavn. Af samme årsag er øens befolkning henvist til at spise deres fangst selv, da de ikke må handle andre steder end monopolhandelen i Tórshavn.
- 1772 Den danske købmand i Tórshavn Niels Ryberg får tilladelse til at fiske torsk og sild med sluppen "Færøe" og skonnerten "Jomfru Birgitha".
- 1788 nedlægges Rybergs handel, og der ingen købere til klipfisk, hvorfor kunsten at tilvirke klipfisken går igen tabt. Færingerne var på det tidspunkt ikke interesserede i at drive havfiskeri med skib.
- 1779 Engelske og andre fiskefartøjer bjærger ca. 20 robåde og deres mandskab.
- 1791 Tre mænd fra Hvalvík køber galeasen "de trende Brødre" for at drive havfiskeri ved Færøerne og Island. Dårligt fiskeri bevirker, at skibet bliver solgt til udlandet året efter.
- 1796 Et selskab til fangst af sej får skabt ordnede forhold omkring fiskeriet i Tórshavn, så flere års stridigheder om fiskeretten ophører.
- 1804 Monopolhandelen giver befolkningen tilladelse til at sælge fisk enten til handelens takster eller for egen regning sælge den til de højstbydende.
- 1805 Nólsoyar-Pall eksporterer med sit skib Roynðin Friða blandt andet klipfisk.
- 1810 Skibe fra Shetlandsøerne er begyndt at fiske på de færøske fiskebanker. I de hundrede år, fiskeriet varede, har de ofte færinger med som mandskab, og deres erfaringer får betydning for det fremtidige færøske havfiskeri.
- 1813 Kongsbønder får gennemført en lov, der giver dem ret til at tvangsudskrive mandskab til deres både. Loven bliver forhadt af de mindre jordejere, der ikke kan passe deres eget fiskeri ordentligt, og som ikke kan bygge egen båd uden Sysselmandens tilladelse.
- 1821 Færingerne får lov til at anskaffe sig skibe til havsejlads.
- 1822 Daniel Joensen fra Suðuroy forsøger havfiskeri med en lille 24 tons skonnert, men fiskeriet går ikke godt. Den 7. juli går skibet ned ved Tórshavn, og en mand omkommer.
- 1832 En båd fra Syðrugøta med 6 mand om bord undslipper i sidste øjeblik fra sørøvere, der forfølger dem. Samme år oprettes en fond "Fondet for Forulykkedes Efterladte paa Færøerne", hvis midler skal bruges som en hjælp til dem som ved ulykke mister en forsørger.[7]

### 1850 - 1900
I 1856 blev monopolhandelen ophævet, og hermed ophørte Færøernes isolation. Det gamle bondesamfund med den særprægede middelalderkultur afløstes gradvist af et nyt samfund af fiskere, redere og købmænd. Før monopolets ophævelse havde hvalolie, klipfisk og uldvarer været Færøernes vigtigste eksportartikler.
Det vigtigste fiskeri var stortorskfiskeriet (torsk og lange). Dette dybsøfiskeri på fiskebanker, som ofte lå indtil 4 mil fra land, blev tidligere for størstedelen drevet med åbne robåde (om sommeren som regel med en besætning af 4, om vinteren med 8 à 10 mand), som færingerne var mestre i at manøvrere med. Efter handelsmonopolets ophævelse 1856 skete der et stort opsving i fiskerierne således, at den gennemsnitlige værdi af udførsel af fiskeriprodukter (tran undtagen) i årene 1866-70 var 188.200 rigsdaler, mens den 1851-55 kun havde været ca. 31.000 rigsdaler, og denne stigning fortsatte århundredet ud. Et endnu større opsving tog fiskeriet ved indførelsen af drift med dæksbåde: mens der i 1874 kun fandtes 10 sådanne, var tallet i 1902 steget til 85 med en besætning på ca. 1.100 Mand, og det samlede udbytte af fiskeriet var vokset til ca. 1½ millioner kr. årligt. Ifølge fiskeriberetningen var det samlede udbytte af skibsfiskeriet i 1901 817.151 kr (hvoraf 351.901 kr faldt på Syderø Syssel).
Dæksfartøjerne søgte ofte længere bort, om sommeren navnlig ved Islands kyster. Tidligere brugtes til fangsten håndsnøre, en 60-80 favn lang line, i hvis nederste ende fastgjordes en sten eller et blylod, hvorfra tømmen med krogen udgik. Men i midten af 1800-tallet indførtes fra Shetlandsøerne langlinen, en 60 favn lang line, som sattes langs efter bunden, og som på hver favn var besat med kroge, der blev bundet til linen ved tømmer af ca. 2 fods længde. Til en veludrustet båd hørte mange, endog 30-40 sådanne liner, som blev knobet sammen, hvorved en båd kunne dække et ganske betydeligt område. Af andre fisk, der forekom ved kysterne, må nævnes kuller og sej; den sidste var især vigtig, da den fandtes i stor mængde og for en stor del af befolkningen var et vigtigt næringsmiddel. Stortorsken kom derimod i handelen og tilberedtes til klipfisk, idet den blev saltet og tørret på strandklipperne og udført til udlandet, navnlig til Spanien. Det var dog først i løbet af anden halvdel af 1800-tallet, at klipfisketilvirkningen blev almindelig, og ved århundredeskiftet var klipfisk den vigtigste udførselsartikel. Den fisk, der ikke blev udført, blev tørret usaltet dels på stænger uden på husene, dels i åbne tremmehuse. De engelske trawlere begyndte omkring århundredeskiftet at tilføje navnlig langlinefiskeriet betydelig skade. Fangsten af helleflynder havde tidligere været større end efter, at engelske dampere med deres langliner begyndte at drive dette fiskeri i Færøernes nærhed. Derimod voksede sildefiskeriet efter, at man efterhånden på flere steder begyndte at anlægge fiskehuse til opbevaring af sildene, som tillige kunne afgive en fortrinlig agn til torskefiskeriet. Silden blev fanget med garn inde i fjordene, hvor den kom dels om sommeren (navnlig i juli og begyndelsen af august), dels om vinteren.
Helt frem til århundredeskiftet blev der ikke gjort alvorlige forsøg på at igangsætte et færøsk sildefiskeri ude på det åbne hav. I 1872 blev dog den engelske slup "Fox" købt til fiskeri på dybt vand langt fra de færøske kyster, og man indledte havfiskeri ved Færøerne, Island og senere også Grønland.
Ferskvandsfiskeriet spillede en mindre rolle men omfattede nogen fangst af havørred, der blev fanget om sommeren, når den gik op i elvene.

### 1900-1945
Friheden, bedre administration og større både fra England betød, at fisk allerede omkring århundredskiftet udgjorde over 90% af den færøske eksport. Med motoriseringen af fiskerflåden kunne man sejle på fjernfiskeri ved Island og Grønland, og de store mængder fisk, der blev landet, gav arbejde til kvinder og børn på land. I 1913 købte Jógvan Frederik Kjølbro i Klaksvík sammen med broderen David sit første skib, "Soli Deo Gloria", en slup, og etablerede derved rederiet og virksomheden J.F. Kjølbro, der blev en af Færøernes største.
I 1915 etableres Færøernes første fagforening, den havde det danske navn "Enigheden" de første sytten år, hvorefter navnet blev ændret til "Fylking" i 1932. Tvøroyri, som var ubeboet før, blev en af Færøernes vigtigste fiskerihavne. Der var flere store rederier, som f.eks. T.F. Thomsen, A/S Mortensen Eft., A/S N.J. Mortensen, P/F Hvítanes, Firma Th. P. Nolsøe á Tanganum, A/S Færøernes Ophalingsbedding, hvor ca. 40 mænd arbejdede og Jørgen Mortensens Smedje. Tvøroyri var blevet Færøernes næststørste havn, næst efter Tórshavn, med 26 skibe svarende til 30 % i 1901 og 41 skibe i 1911, svarende til 29 % af Færøernes samlede fiskeflåde. Omkring århundredeskiftet år 1900 ejede Tórshavn, Tvøroyri og Vágur 80 % af den færøske fiskeflåde.
Udbyttet af torsk ved Færøerne nåede et højdepunkt med 43.500 ton i 1919, heraf fangede færingerne selv 27.000 ton eller 62% af den samlede fangst. Dette må ses i lyset af, at fiskeriet var i bund under 1. verdenskrig 1914-18. I 1921 var fangsten faldet til 12.000 ton. I 1932 var den 38.000 ton og i 1938 20.000 ton trods voksende fiskeriintensitet. Denne udvikling må ses i lyset af britiske trawleres voldsomme virksomhed ved Færøerne. I årene 1921-38 fangede færøske fiskere mellem 4% og 16% af den samlede torskefangst ved Færøerne med et absolut lavpunkt i 1936 på kun 1.187 ton eller 4.1%. For kuller var den gennemsnitlige fangst i 1920-erne omkring 8.500 ton og i 1930-erne omkring 12.000 ton. For helleflynder svingede den gennemsnitlige fangst 1919-39 mellem 761 og 2.047 ton årligt svarende til 8-12% af den samlede europæiske fangst.
I 1930 levede ca. 30 % af Færøernes befolkning udelukkende af fiskeri. I 1930 var værdien af bådfiskeriet 288.000 kr., af skibsfiskeriet 7,5 mio. kr. En stor del af torsken blev tørret til "klipfisk". Torsken blev tømt for indvolde og saltet om bord. I land vaskede kvinderne fiskene og børstede dem rene, derpå blev de spredt ud på tørrepladserne. Om natten og i dårligt vejr samledes fiskene i bunker og blev dækket til. Arbejdet fortsatte, til fisken var helt hvid og tør.
I 1931 nåede Verdensdepressionen også til Færøerne. Samtidig var fiskerflåden, der traditionelt var købt brugt af Island og Storbritannien, nedslidt. I 1932 oprettes Sjóvinnubankin (pengeinstitut) udelukkende for færøske midler med det formål at finansiere en tiltrængt modernisering af fiskerflåden.
Under 2. verdenskrig på Færøerne, 1940-1946, tjente de færøske fiskere forholdsvis mange penge på at fragte fisk fra Island til Storbritannien. En stor del af den færøske fiskerflåde blev sænket af tyskerne under krigen, og 210 færøske fiskere mistede livet, Dette antal var mere pr. indbygger sammenlignet med Danmark.

### Efter 2. verdenskrig
Efter krigen købte færingerne billige dampdrevne trawlere, der var blevet til overs i Storbritannien. Færøerne havde nu en af de største trawlerflåder i Nordatlanten, men de kulfyrede trawlere viste sig efter få år ikke at være rentable.
Nogle år efter krigen, i 1950, var folketallet på Færøerne 31.781.
I 1955 etableredes "Færøernes Realkreditinstitut". Startkapitalen var ti millioner kroner fra Marshall-hjælpen og et lån på to millioner fra Danmarks Nationalbank, og formålet var, mod sikkerhedsstillelse, nok engang at finansiere en moderne fiskerflåde. Hidtil havde man altid kunnet "fiske sig ud af krisen"; det havde blot været et spørgsmål om realkapital. Færøernes Realkreditinstitut blev overtaget af Færøernes Landsstyre i 1998, som en selvejende institution, kaldet Føroya Realkreditstovnur - eller Realurin.
Siden 1970'erne er stort set alle fiskearter blevet overfisket, hvilket var en væsentlig årsag til den økonomiske krise i 1990'erne.
I 1977 udvidede landet sin fiskerigrænse til 200 sømil for at beskytte fiskebestanden.
I 1983 var der højkonjunktur i fiskeriet. I 1985 blev Varðin P/F grundlagt af 16 mænd, som lod trawleren Tróndur í Gøtu bygge, den var meget moderne og fiskede sild, makrel og andre pelagiske fisk. Varðin blev et af de mest succesrige rederier på Færøerne.
Under finanskrisen på Færøerne i starten af 1990'erne går Færøerne fra korporativ planøkonomi til markedsøkonomi. Fiskerettighederne kapitaliseres, det gøres ved Lov om erhvervsfiskeri (Færøsk: Lóg um vinnuligan fiskiskap). Begrebet kvotebaroner opstår. Enkelte redere, som var i fiskerierhvervet 1. marts 1994 får uddelt fiskerettigheder gratis fra Færøernes Landsstyre, og senere har flere af dem solgt skibene med tilhørende rettigheder med profit på hundredvis af millioner.
I 2012 byggede Varðin Pelagic en stor pelagisk fiskefabrik i Tvøroyri på Suderø, hvor der havde været forholdsvis stor arbejdsløshed i forhold til resten af Færøerne. Fabrikken gav mindst 100 arbejdspladser og skatteindtægterne hos alle kommuner i øen voksede betydelig, specielt Tvøroyri nød godt af stor økonomisk tilvækst.
I 2012 eksporterede Færøerne varer for 5,5 milliarder kroner, det var nogenlunde det samme som i 2011. Der var en tilbagegang i bundfisk som f.eks. torsk, medens der var stor fremgang i eksport af pelagisk fisk som makrel, blåhvilling og sild. Færøerne eksporterede for 1,8 milliarder kroner i opdrættet laks i 2012, hvilket var næsten 200 millioner mere end året før.
I 2013 og 2014 er opdrættet laks lige så vigtig eksportvare i værdi som al anden vild fisk sammenlagt. Opdrættet laks blev eksporteret for over 2,26 milliarder kroner fra 1. december 2012 til 1. december 2013. Pelagisk fisk blev eksporteret for 1,32 milliard og dybhavsfisk blev eksporteret for 1,113 milliard. I samme periode et år senere var værdien af eksporteret laks øget til 2,7 milliarder kroner. Fangsten af fersk fisk er nedadgående. Fra 2000 til 2007 blev der i gennemsnit fisket 125.000 tons om året, men de seneste år er der fisket mindre end 100.000 tons og i 2013 blev der kun fisket 72.000 tons. Man skal helt tilbage til kriseårene i starten af 1990-erne for at finde så lave tal.

### Hårde tider for hjemmeflåden og lineskibene
Der er stor forskel på de forskellige slags fiskeflåder på Færøerne. Det pelagiske fiskerierhverv, der har vodskibe, der fisker makrel, sild og andre fisk som svømmer højt oppe i havet, har stort overskud, mens hjemmeflåden (mindre fiskeskibe af typen lineskib og dybhavs- og par-trawlere) og bundfiskeriflåden generelt har været drevet med underskud i perioden fra 2010 til 2013, men i 2014 og 2015 ser det lidt bedre ud, da priserne er lidt højere og nogle af skibene har fået gældssanering. De fleste af lineskibene har kvoter efter fiskedageordningen ved Island og Flemish Cap (ved St. John's) og Grønland.
I følge Hans Ellefsen, PhD i fiskeri-økonomi, så ville det være optimalt, hvis hjemmeflåden blev beskåret med to tredjedele, det sagde han i interview med kvf.fo i 2015. Det at hjemmeflåden drives med underskud har også rejst spørgsmålet, om fiskedageordningen er den optimale ordning for erhvervet. Hans Ellefsen har også udtalt sig om, at bundfiskeriflåden burde beskæres, hvis erhvervet skal være rentabelt. I følge hans beregninger, som han har lavet ud fra tal fra erhvervet i 2010, det år var der 30 trawlere og 16 lineskib der fiskede bundfisk. Ellefsen mener, at hvis disse skib skulle drives med overskud, så burde der højst være 11 trawlere og fem lineskib. Ulempen er, at det ville koste 328 arbejdspladser, men overskuddet i erhvervet havde vokset med 438 millioner om året, og det svarer til 1,3 million kroner for hver fisker, der forlader erhvervet.

### Fiskeriaftaler og fiskedage-ordning
Der samarbejdes og laves aftaler med især Island, Norge, EU, Rusland og Grønland om gensidigt fiskeri. Til beskyttelse af det lokale fiskeri er der indført en fiskerizone på 200 sømil. Medvirkende til de gode erfaringer på Færøerne med fiskedageordningen er formentlig reduktionen af den færøske fiskerikapacitet, der fulgte i kølvandet på sammenbruddet af det færøske fiskeri i slutningen af 1980´erne og begyndelsen af 1990’erne. Udgangspunktet for den færøske fiskedage-ordning har været en rimelig grad af balance mellem fiskerikapaciteten og fiskerimulighederne.

### EU og Norge boykot imod Færøerne
Færøerne og EU var uenige om lakse- og sildekvoter, efter at Færøerne i 2010 fastsatte sine egne kvoter, efter at det ikke lykkedes at forhandle sig til kvoter og efter, at makrellen ændrede vaner og nu svømmede i færøsk farvand. Kvoterne, som Færøerne gav sig selv, blev fisket i eget havområde. I 2010 var den færøske kvote 5%, som svarede til 15.000 tons, færinger ønskede dog 15%. I 2011 fastsatte den færøske fiskeriminister, Jacob Vestergaard, Færøernes makrelkvoter til 150.000 tons, iberegnet kvoter, som Island og Rusland fik i gensidige forhandlinger og makrelfiskeri til videnskabeligt formål.
Efter en del forhandlinger, som ikke førte til enighed, iværksatte EU og Norge boykot imod Færøerne i 2013. Boykottet medførte, at færøske skibe, som fiskede makrel eller sild eller som fragtede makrel eller sild, ikke kunne komme ind i havn i EU inklusiv Danmark og Norge. Danmark var derved med til at boykotte en del af dets eget rige. Boykottet varede i et år. Færinger bøjede sig ikke, men fandt i stedet andre markeder end EU. I en økonomirapport fra efteråret 2014 står der, at andelen af Færøernes eksport til EU var blevet mindre, mens andelen af eksport til andre lande som f.eks. Kina, Rusland, USA og Nigeria var blevet større. Eksporten af bundfisk havde været nedadgående siden 2003, mens der kunne ses en meget stor vækst i eksport af pelagisk fisk siden 2010. Ifølge Færøernes Økonomiråd (Búskaparráðið) var der stadig krise indenfor bundfiskeflåden. Rådet mente at kunne se en tendens til, at de bundfiskeskibe, som havde kvoter, havde bedre økonomi end de bundfiskeskibe, som var underlagt fiskedageordningen.
I 2014 iværksatte EU og Norge boykot imod Rusland, som til gengæld iværksatte straffesanktioner imod EU og Norge. Færøerne som selv var blevet udsat for boykot af EU fra 31. august 2013 til 20. august 2014 valgte ikke at være en del af boykottet. I stedet rejste lagmand Kaj Leo Johannesen til Moskva for at forhandle om færøsk eksport af laks til Rusland. Det skabte en del debat både i Færøerne, Danmark og Norge.

## Færøerne udenfor EU - fordele og ulemper
Hensynet til fiskeriet har vejet tungt i Færøernes beslutning om at stå uden for EU og dermed undgå at være underlagt EU´s fælles fiskeripolitik. Der er indgået særlige handelsaftaler i forbindelse med handel af fiskevarer. For fisk og fiskevarer gælder ens regler for EU, Færøerne og Island således, at al handel med fiskevarer imellem Færøerne og Danmark/EU er toldfri. Dette er dog ikke gældende for varer af makrel og sild, og derfor har virksomheden Christian í Grótinum fra Klaksvík købt den tyske virksomhed Larsen Seafood, som gik i betalingsstandsning. Derved fik Christian í Grótinum adgang til fabrikker som fremstiller makrel i dåse. Planerne var ellers at etablere en lignende virksomhed i Klaksvík, men de mente, at 25 % i toldafgift var en forhindring for dette og købte derfor fabrikken i Tyskland i februar 2015.

## Om fiskerettigheder på Færøerne
På Færøerne skete det samme som i Danmark ca. 10 år tidligere. Under Finanskrisen på Færøerne 1989–1995 blev færøske politikere nødt til at gennemføre radikale ændringer i fiskerierhvervet. En af ændringerne var at fiskerettighederne blev privatiserede. Kvoterne blev den 1. marts 1994 givet gratis til de redere, som stadig ejede fiskeskibe og var aktive i fiskerierhvervet og derved havde klaret sig igennem krisen. Den færøske lov om erhvervsfiskeri (Lóg um vinnuligan fiskiskap) siger i § 2, at fiskeressourcerne i havet omkring Færøerne og de rettigheder, som det færøske hjemmestyre har opnået ved forhandlinger med andre nationer, tilhører det færøske folk.
Fiskerettighederne kan ifølge loven trækkes tilbage efter 10 år uden erstatningspligt for det offentlige. Den positive ressourcerente, tilfaldt vederlagsfrit de redere, der havde stået krisen igennem. Fiskerettighederne kan efter loven hverken pantsættes eller sælges, men denne formulering blev politisk og administrativt blødt op. Man fortolkede lovene således, at godt nok kunne rettighederne ikke sælges, men de kunne omsættes. Fiskerettighederne kan i realiteten frit sælges til hvem som helst og for hvad som helst. Ved salg af fiskefartøjer har det
været muligt for rederne at trække værdien af fiskerettighederne ud af erhvervet. Skibet sælges sammen med tilhørende fiskerettighederne. Der er eksempler på, at fiskefartøjer er steget til den fire eller femdobbelte værdi. Der blev derved skabt et nyt begreb som kaldes kvotebaroner. Nye aktører som senere er kommet ind i fiskerierhvervet på Færøerne har ikke fået fiskerettighederne gratis, men har derimod været nødt til at betale høje priser for et eller flere skibe med tilhørende fiskerettigheder, og derved er skibene blevet meget dyrere end de ville have været værd uden fiskerettigheder. De nye redere får ikke nogen ressourcerente. I forbindelse med den udbredte omsætning af skibe med tilhørende fiskerettigheder sker der en rebelåning af skibet, og der sker en belåning af rettighederne uden pant. Der tages lån mod forventet fangst.
Hvad hjemmeflåden angår, så skete der også radikale ændringer efter krisen i 1990'erne. Fiskedageordningen blev indført pr. 1. juni 1996 til regulering af fiskeriet indenfor 12 sømilegrænsen. Her opdeles hjemmeflåden i flere grupper: Partrawlere, lineskibe, Kuttere 15-40 tons, Kuttere over 40 tons og kuttere under 15 tons. Hver af disse grupper af skibsfartøjer får tildelt et bestemt antal dage, hvor det er tilladt at fiske. I 1997/98 var det kun partrawlerne der klarede at bruge alle tildelte dage.

## Rederier på Færøerne

### De største rederier med vodskibe
I 2010 kunne der ikke opnås enighed mellem kystlandene i Nordatlanten om makrelaftale. Derfor fastsatte Færøerne sin egen kvote. Kvoterne blev af Færøernes fiskeriminister fordelt mellem nogle få rederier som ejede vodskibe. I 2015 lavede Kringvarp Føroya en TV-dokumentar i tre episoder, der undersøgte forholdene hos de største rederier, der fik den største andel af de øgede makrelkvoter. De kom bl.a. frem til, at der kun var tale om ti familier på Færøerne, der havde fået andel i disse kvoter, dvs. at det var 10 familier, der ejede de tre største rederier (her har de talt far og voksne børn som en familie). De tre rederier er Varðin í Gøtu, Palli hjá Mariannu og Framherji. Disse er på få år blevet 720 millioner rigere. Aktiverne er forøget med 1,3 milliarder. Dokumentaren var kritisk overfor hvordan kvoterne var blevet uddelt. De blev uddelt til de rederier, som på det tidspunkt ejede vodskibe. Andre rederier som ejede andre typer af skibe fik ingen andel af kvoterne.
- P/F Varðin, oftest kaldt Varðin í Gøtu, blev etableret i 1985. Det er moderselskab for fire datterselskaber som ejer fire pelagiske vodskibe: P/F Hvamm ejer M/S Tróndur í Gøtu, P/F Krossbrekka ejer M/S Finnur Fríði, P/F Driftin ejer M/S Jupiter, P/F Gulenni ejer M/S Saksaberg. Direktør er Jákup Jacobsen, også kendt som Dunga-Jákup.[39] Bestyrelsesformand er Jógvan David Jacobsen.[40] I følge kvf.fo er der 11 personer der ejer Varðin, de fleste bor i Gøta, Eysturoy.[41]
- Palli hjá Mariannu, som ejer skibene Norðborg og Christian í Grótinum. Etableret i 1971. Hjemsted: Klaksvík, Nordøerne. Rederiet har 107 ansatte i 2014. Direktør er Eyðun Rasmussen. Bestyrelsesformand er Kristian M. Rasmussen.[42] Christian í Grótinum er datterselskab af Palli hjá Mariannu. Hjemsted: Klaksvík.[43] Rederiet er familjeejet, det ejes af Christian Martin Rasmussen og sønnerne Jón, Eyðun og Bogi Rasmussen.
- Sp/f Framherji. Hjemsted er Fuglafjørður, Eysturoy. Direktør er Anfinnur Olsen. Bestyrelsesformand er Torstein Baldvinsson. Antal ansatte: 90. Framherji har tæt samarbejde med islandske Samherji, som ejer en tredjedel af rederiet. Der er en færøsk ejer: Anfinnur Olsen. Rederiet ejer trawlerne Høgaberg og Fagraberg.[44]

- Krúnborg blev etableret i 1964 af Eiler Jacobsen. Rederiets skibe har mest fisket rejer og pelagisk fisk i det nordligste del af Atlanterhavet. Det første skib var Ísborg, som blev bygget på Skála Skipasmiðja i 1964. Eiler var selv skipper ombord.[45] Rederiet opnåede at eje ti skibe sammenlagt i perioden fra 1964 til 2006.[46] Jacobsen døde i 2010 i en alder af 80 år, hans sønner driver virksomheden videre. Eiler Jacobsen tjente mange penge ved at sælge en del af de værdifulde fiskekvoter. En del af overskuddet forærede han til sin hjembygd Skálavík på Sandoy. Pengene blev administreret af en fond, og Jacobsen og hans kone Beinta Háberg Jacobsen bestemte, at der skulle bygges et hotel og restaurant i bygden. Fonden, som lod hotellet bygge, kaldes Immanuel Grunnurin efter skibet Immanuel, hvor Eiler Jacobsens far sejlede med og forliste med, da Eiler Jacobsen kun var to år gammel. Fonden ejede og drev hotellet de første på år, men den 23. marts 2015 har fonden og rederiet Smyril Line indgået en aftale om, at Smyril Line overtager driften af hotellet. Det er dog stadig fonden, der ejer hotellet.[45]
- Christian í Grótinum, har hjemsted i Klaksvík. Ejer vodskibene Christian í Grótinum KG 690, som er bygget i 2003[47] og Norðborg KG 689, som blev bygget i 2008. Rederiet blev grundlagt i 1971 af Palli Rasmussen, Jákup Ziskason og Kristian Martin Rasmussen. Deres første skib var M/S Borðoyanes, som fiskede ved Flemish Cap. I 1975 kom den første Christian í Grótinum, den blev bygget på Færøerne af skibsværftet Skála Skipasmiðja.[48]

## Fiskeriflåden
Færingerne har siden de første nordboere i landnamstiden kom til øerne, indtil 1880erne hovedsagelig levet af at dyrke jorden og at drive fiskeri til eget brug. Det at eje jord, eller at have adgang til jord, gav anseelse, og det bevirkede desuden, at man uden arbejdsindsats fik en del af andres fangst på stranden og i fuglefjeldene. Man fiskede med robåde i forskellige størrelser og i løbet af det 18. og 19. århundrede blev de store både også udstyret med sejl.
Der vides ikke meget om færøske både i middelalderen. Ifølge de islandske sagaer fra omkring 1350 berettes det om, at nordboerne anvendte håndsnører og det er sandsynligt, at bosætterne langs den færøske østkyst, meget tidligt begyndte at importere den norsk byggede tremandsbåd "Tristur", og siden gennem årene har bygget deres egne både af drivtømmer og importeret træ fra Norge. I første halvdel af det 17. århundrede, skete der mange forlis af de små både og det blev således forbudt at fiske på det åbne hav med de mindre både. Derfor begyndte byggeriet af større og mere sødygtige både, der havde 6, 8, 10 og 12 årer.
Skibe med dæk, (slup), blev på Færøerne taget i brug i perioden 1872 til ca. 1960, og de blev næsten udelukkende brugt til torskefiskeri ved Islands og Grønlands kyster. Slupperne blev købt billigt fra England og Skotland, eftersom briterne havde opdateret deres fiskeflåde med dampskibe. Fangstmetoden var brug af håndsnører og krævede dermed et større mandskab.
Den første trawler kom til Færøerne i 1905, men indtil 1938 var der kun to damptrawlere i drift. 1938 og 1939 kom der yderligere otte til, men det færøske trawlerfiskeri kom først for alvor i gang efter 2. Verdenskrig.
Med moderniseringen i det 20. århundrede af det færøske fiskeri ændredes båndet mellem fiskeri og natur. I dag er de store færøske trawlere udstyret den nyeste teknologi, og den nødvendige information modtages via satellitter.
| År   | Antal skibe | BRT    | År   | Antal skibe | BRT    | År   | Antal skibe | BRT    | År   | Antal skibe | BRT    |
| ---- | ----------- | ------ | ---- | ----------- | ------ | ---- | ----------- | ------ | ---- | ----------- | ------ |
| 1968 | 177         | 34.852 | 1977 | 261         | 52.642 | 1986 | 270         | 66.385 | 1995 | 194         | 52.415 |
| 1969 | 189         | 39.066 | 1978 | 265         | 53.196 | 1987 | 277         | 79.109 | 1996 | 190         | 53.661 |
| 1970 | 198         | 40.257 | 1979 | 277         | 56.933 | 1988 | 279         | 78.537 | 1997 | 188         | 54.205 |
| 1971 | 211         | 41.975 | 1980 | 260         | 51.744 | 1989 | 273         | 79.006 | 1998 | 180         | 50.947 |
| 1972 | 234         | 44.319 | 1981 | 261         | 53.542 | 1990 | 258         | 78.959 | 1999 | 183         | 60.318 |
| 1973 | 234         | 45.001 | 1982 | 258         | 52.532 | 1991 | 248         | 78.281 | 2000 | 185         | 67.344 |
| 1974 | 233         | 45.095 | 1983 | 257         | 56.147 | 1992 | 217         | 61.216 | 2001 | 186         | 69.549 |
| 1975 | 239         | 47.083 | 1984 | 260         | 60.913 | 1993 | 206         | 57.925 | 2002 | 189         | 68.499 |
| 1976 | 248         | 49.853 | 1985 | 263         | 64.357 | 1994 | 199         | 53.456 | -    | -           | -      |

kilde: Statistisk Årbog, diverse årgange

## Fiskeriet ved begyndelsen af det 21. århundrede

### Typer af fiskeskibe og gennemsnitlige hyrer
En færøsk sømand kan tjene vidt forskelligt, alt an på hvilken type af fiskeskib han arbejder ombord på. Overmændene ombord får altid mere i løn end de ufaglærte sømænd, så en almindelig dækker får mindre i løn end den gennemsnitlige løn, og en skipper, styrmand eller maskinmester får over gennemsnitslønnen. Sømændene ombord på isfiske-lineskibene havde i 2014 i gennemsnit en årshyre på 286.000 danske kroner eller 1.307 kr. om dagen, mens en sømand der havde hyre ombord på et af vodskibene tjente i snit godt halvanden million, eller ca. 7000 kroner om dagen. Det siger sig selv, at der er rigtig mange som ønsker at sejle med vodskibene eller med en af de andre skibstyper, der tjener godt, men langt fra alle der ønsker det får hyre ombord på skibene. I 2015 var hyrerne ombord på de færøske fiskeskibe endnu højere end året før. I 2015 tjente sømændene ombord på vodskibene 8197 kroner pr. arbejdsdag, som er 100 kroner mere end i 2014. Flere af vodskibene har dog flere mandskaber, som skiftes om at arbejde og deles derved også om hyren, men hvis de f.eks. er to der deles om en hyre, så tjener de alligevel over en halv million om året, og det er mere end mange af de højt uddannede færinger, der arbejder i land, tjener. Udover at fiskere har mulighed for at tjene mange penge, også selv om de ikke tager nogen uddannelse, så har de også den fordel frem for folk der arbejder på land, at de får skattelettelser, som andre ikke har, denne kaldes på færøsk "sjómannafrádráttur". Dog gives denne ikke, hvis lønner overstiger 500.000 kr. om året. I 2010 fik færøske søfolk 105 millioner i skattefradrag. En af begrundelserne for at bevare skattefradraget er, at andre lande også har sådan et fradrag til søfolk.
Mandskabet på vodskibet Finnur Fríði tjente i gennemsnit 2,6 millioner danske kroner pr. person for året 2015.
| Type af skib            | Antal fiskedage i 2014 | Gennemsnitlig årshyre i 2014 | Gennemsnitlig årshyre pr. dag i 2014 |
| ----------------------- | ---------------------- | ---------------------------- | ------------------------------------ |
| Isfiske-lineskib        | 218                    | 286.000                      | 1.307                                |
| Isfisketrawlere (store) | 206                    | 416.000                      | 2.013                                |
| Isfisketrawlere (små)   | 213                    | 348.000                      | 1.635                                |
| Industrifiskefartøj     | 146                    | 703.000                      | 4.826                                |
| Vodskib                 | 222                    | 1.596.000                    | 7.196                                |
| Rejetrawlere            | 240                    | 826.000                      | 3.435                                |
| Hæktrawlere             | 233                    | 946.000                      | 4.065                                |
| Garnskib                | 237                    | 345.000                      | 1.456                                |

kilde: Hagstova.fo - Miðal árs- og dagshýrur skift á skipabólkar (1998-2014) Arkiveret 10. juni 2016 hos  Wayback Machine

### Fiskeskibe i 2015 efter havnekendingsmærke
Álmanakkin er en bog, der udkommer hvert år på Færøerne, den har opdaterede lister over skib og både, der er hjemmehørende på Færøerne (Skipalistin).
Havnekendingsmærkerne er fra ret gammel tid og er som oftest lavet ud fra bygdernes danske navne med det første og sidste bogstav i navnet, derfor KG for Klaksvig og ikke KK for Klaksvík, TG for Trangisvaag og ikke TR for Trongisvágur.
Som det ses ud fra tabellen nedenfor er de fleste fiskeskibe centreret i den nordlige og østlige del af Færøerne, dvs. Nordøerne med Klaksvík som største by og Østerø, som har flere ca. lige store byer, f.eks. Fuglafjørður, Gøta og Runavík. Udover fiskeskibene er der et større antal både og andre typer af skibe, som f.eks. fragtskibe, de er ikke med i tabellen.
| Havnekendingsmærke | Havn         | Område/ø   | Antal skibe | Navne |
| ------------------ | ------------ | ---------- | ----------- | --- |
| KG                 | Klaksvík     | Nordøerne  | 39          | Jákup B., Klakkur, Næraberg, May, Komet, Havsbrún, Karlamagnus, Gadus, Helena, Sjúrðarberg, Dragin, Gudrun, Ågot, Fiskimúli, Safir, Smaragd, Polarstjørnan, Vestmenningur, Skoraberg, Riba, Skarðhamar, Jøkul, Olga Maria, Pison, Kvikk, Norðsøki, Brandur, Gihon, Kallanes, Líðhamar, Bragd, Slættaberg, Norðborg, Christian í Grótinum, Havlot, Marianna, Núpur, Stjørnan, Polarhav |
| FD                 | Fuglefjord   | Østerø     | 37          | Akraberg, Mascot, Stapin, Jupiter, Høgiklettur, Munkur, Skúgvur, Búgvin, Váðasteinur, Finnur Fríði, Báran, Rankin, Tummas T, Tróndur í Gøtu, Ólavur Nolsøe, Marna, Mýlingur, Eysturoyingur, Volunteer, Saksaberg, Varðborg, Kambur, Norðhav, Oknin, Sigmund, Birtingur, Hansa Maria, Norðheim, Jens Leon, Havborg, Bakur, Stelkur, Heykur, Fálkor, Rókur, Lerkur, Fagraberg           |
| TG                 | Trongisvágur | Suðuroy    | 20          | Nim, Dýrindal, Steintór, Johanna, Heidi á Løðhamri, Niels Pauli, Beinisvørð, Joselyn, Suðringur, Søkin, Grunnabarð, Hamranes, Breiðanes, Don Q, Tórun K, Pumin K, Asbjørn Senior, Anita, Nøv, Sjagaklettur |
| TN                 | Thorshavn    | Sydstrømø  | 13          | Norðlýsið, Westward Ho, Enniberg, Niclas, Magnus Heinason, Fiskaklettur, Capella, Ametyst, Topas, Sardis, Jaspis, Kúrberg, Ran |
| VN                 | Vestmanna    | Nordstrømø | 13          | Thor, Arctic Viking, Phoenix, Vesturland, Grønanes, Fram, Vesturbúgvin, Leitisteinum, Skálafossur, Contender, Tindur, Sermilik II, Vesturhavið |
| VA                 |              | Vágar      | 8           | Eivind, Vesturtúgva, Atlantsfarið, Dragasund, Vesturleiki, Barið, Brestir, Havsbrúgvin, Katrin Jóhanna |
| SA                 | Sandur       | Sandø      | 3           | Antares, Eysturbúgvin, Sandshavið |

kilde: Álmanakkin 2015, forlag: H.N. Jacobsens Bókahandil, Tórshavn

## Fiskerireform
Det har været på tale i flere år, at iværksætte en fiskerireform på Færøerne. Der er også blevet diskuteret om problemer med udenlandsk kapital og skjult udenlandsk ejerskab i fiskerierhvervet, hvor der bruges færøske stråmænd. De venstreorienterede partier Javnaðarflokkurin og Tjóðveldi, men også midterpartiet Sjálvstýrisflokkurin og det liberale parti Framsókn har været fortalere for at foretage ændringer i form af at kvoterne eller i hvert fald en del af kvoterne sælges på auktion. Fólkaflokkurin er meget imod det og mener, at tingene fungerer fint som de gør, og at der derfor ikke skal foretages ændringer, de har tillid til at fiskerierhvervet selv finder ud af det. Dog ønskede de højreorienterede partier Fólkaflokkurin og Sambandsflokkurin sammen med det kristelige midterparti Miðflokkurin i 2012 at foretage ændringer i fiskerierhvervet, daværende fiskeriminister Jacob Vestergaard nedsatte en arbejdsgruppe, men der kunne ikke opnås enighed blandt de tre partier eller flertal i lagtinget, og derfor blev det ikke til nogen fiskerireform under Kaj Leo Johanessens anden regering.
Blandt valgløfterne før lagtingsvalget 2015 fra Javnaðarflokkurin, Tjóðveldi og Framsókn, som efter valget dannede regering, var løftet om en fiskerireform, hvor en stor del af kvoterne og fiskerettighederne skulle sælges til højestbydende. Regeringen fik det mindst mulige flertal, nemlig én person, og efter at Sonja Jógvansdóttir forlod Javnaðarflokkurin få dage efter valget, kom regeringen i mindretal, dog med Sonja Jógvansdóttirs fulde støtte. Det skulle vise sig at trække ud med at få enighed omkring en fiskerireform. Det var ikke løsgængeren der var problemet, derimod var det de to lagtingsmedlemmer fra Javnaðarflokkurin og fra Tvøroyri, Kristin Michelsen og Bjarni Hammer, der også er henholdsvis borgmester og viceborgmester i Tvøroyri. De var imod at en stor del af kvoterne skulle sælges. Det tidligere lagtings- og folketingsmedlem fra Fólkaflokkurin, Óli Breckmann sagde i en debat i Kringvarp Føroya, at Michelsen og Hammer turde ikke at stemme for at sælge fiskekvoterne, for så ville Varðin Pelagic, der ejer størstedelen af makrel- og sildefabrikken i Tvøroyri, stoppe planerne om at bygge deres virksomhed ud i Tvøroyri, og så ville de ikke bygge en ny surimifabrik, som ville skabe mange arbejdspladser. Og så tilføjede Breckmann: "Og så kan Michelsen og Hammer jo prøve og se om de med deres socialisme kan klare selv at skaffe så mange arbejdspladser". Fiskeriminster Høgni Hoydal (Tjóðveldi) satte i januar 2016 en arbejdsgruppe, der skulle komme med en anbefaling til lagtinget om en fiskerireform. Efter regeringens plan skulle et lovforslag om en fiskerireform fremlægges for lagtinget Olajdagen 29. juli 2016. Lovforslaget trækker imidlertid ud. Det er blevet kritiseret, at arbejdsgruppen havde fået et kommissorium, der var bestemt på forhånd og var formuleret meget snævert, hvilket i følge en af medlemmerne i arbejdsgruppen, Herálvur Joensen, kunne blive svært at få enighed i lagtinget for fiskerireformen. Arbejdsgruppen kunne kun arbejde med løsninger, der inkluderede salg af alle fiskerirettigheder. Rapporten blev afleveret den 3. oktober 2016 af formanden for arbejdsgruppen, Johnny í Grótinum, der er uddannet økonom fra Københavns Universitet og som samtidig er direktør for Landssygehuset.
I 2017 blev fiskerireformen behandlet i Lagtinget i flere måneder. Den blev behandlet i Erhvervsudvalget og blev et meget omdiskuteret emne i lang tid i det færøske samfund. Der var enkelte personer fra koalitionspartierne, specielt de to lagtingsmedlemmer fra Javnaðarflokkurin fra Suðuroy, Kristin Michelsen og Bjarni Hammer, der var imod forslaget som det forelå. De ønskede bl.a. at prosentdelen af kvoter, der skulle sælges på auktion, skulle være mindre end i det oprindelige forslag. Denne prosentdel endte med at komme ned på 10%. Et andet teme, der var meget omdiskuteret var regionskvoterne, som var noget nyt. Der var ønsker fra nogle lagtingsmedlemmer, specielt de to fra Suðuroy, om at få indført regionskvoter til de områder af landet, som ingen kvoter havde, områder som havde stor arbejdsløshed mm. De fleste af kvoterne var forinden samlet i Klaksvík og Eysturoy. Forslaget blev lagt for Lagtinget til diskussion og stillingtagen i december 2017. Ved 2. behandling var en af hovedpersonerne, Kristin Michelsen, bortrejst i private ærinder i Skotland. Der var stor spænding om hvorvidt han havde clearet med en fra oppositionen. Det viste sig at det havde han, da Magni Laksafoss undlod at stemme, så forslaget gik videre til 3. behandling. Ved 3. behanding kom oppositionen med flere ændringsforslag, de blev alle nedstemt. Regeringspartierne kom også med et ændringsforslag, hvor bl.a. de to lagtingsmedlemmer fra Framsókn, Ruth Vang og Hanna Jensen, og Kristin Michelsen fra Javnaðarflokkurin, fik tilfredsstillet deres betænkeligheder. Der havde været stor diskussion om det der i forslaget kaldes "menningarkvotur" (udviklingskvoter), der oprindelig skulle tildeles til de områder på Færøerne som har stor arbejdsløshed eller hvor der ingen befolkningsvækst er. I det oprindelige forslag blev der ikke nævnt noget bestemt område på Færøerne, men ud fra diskussionerne kunne man forstå, at der specielt blev tænkt på Suðuroy og Sandoy. Flere af lagtingsmedlemmerne fra regeringspartierne ønskede, at området hvor de kom fra skulle nævnes positivt i forslaget, ellers ville de ikke stemme for. Det endte med Suðuroy, Sandoy, Vágar, Suðurstreymoy og Norðursteymoy. Det var Heðin Mortensen, der også er byrådsmedelem i Tórshavn Byråd og forhenværende borgmester i Tórshavn, der ønskede at Suðurstreymoy, hvor Tórshavn ligger, skulle nævnes positivt.
Efter at forslaget om fiskerireform var blevet diskuteret i ni timer den 12. december 2017 i Lagtinget, blev det endelig vedtaget med 18 stemmer for og 15 stemmer imod. De 16 medlemmer fra regeringspartierne samt løsgængeren Sonja Jógvansdóttir og - helt uventet - Bill Justinussen fra Miðflokkurin stemte for forslaget, der delvis træder i kraft den 1. januar 2018.
Det lykkedes regeringskoalitionen at holde fast i grundtanken med forslaget, nemlig at kvoter skal kunne sælges på auktion og at ressourcerne i havet er folkets eje og ikke tilhører private. Koalitionen har også holdt fast i, at der skal være en grænse for, hvor meget et rederi skal eje - en såkaldt anti-trust grænse på 20 procent. I forbindelse med auktionsdelen bliver 15 procent af sild og makrel solgt på auktion.

### Efterspil
Flere af de redere, der ville komme til at miste kvoter på grund af fiskerireformen, der blev vedtaget af Lagtinget i december 2017, protesterede gang på gang, mens behandlingen af forslaget stod på. Der blev også truet med sagsøgning, og allerede dagen efter at forslaget blev vedtaget blev Færøernes Fiskeriministerium sagsøgt af rederiet P/F Enniberg, der ejer fabrikstrawleren Enniberg, der fisker i Barentshavet og partrawlerne Jaspis og Ametyst, der fisker ved Færøerne. Rederiet sagsøgte med fem punkter, der kan opsummeres med at Ennibger gør gældende, at der er tale om erstatningskrav, når Fiskeriministeriet har valgt at opsige alle fangst- og fiskeritilladelser pr. 1. januar 2018, der i følge P/F Enniberg kan sidestilles med ekspropriation. De henviser til bestemmelser i auktionen af bundfisk i Barentshavet i 2016 og 2017. Dernæst gør de gældende, at konsekvenserne af den nye lov er i strid med den danske grundlov og Den Europæiske Menneskerettighedskonvention. Rederiet kræver mindst 7,3 millioner i erstatning.

## Galleri
- VA.193.Selvík, Sørvágur. En af de første havgående færøske fiskebåde
- Typisk færøsk linebåd
- Færøsk havbrug. I 2014 oversteg slagtning af opdræt-laks i vægt fangsten af vilde fisk.